# الغريبة والهنوف (مسلسل)
الغريبة والهنوف مسلسل تلفزيوني عراقي.

## الممثلون
- عبير فريد.
- طه سالم.
- التفات عزيز.
- سعدية الزيدي.
- أنعام الربيعي.
- فاطمة الربيعي.
- خالد علي.
- مناف طالب.
- كنعان علي.